# Liste pakistanischer Botschafter in der Ukraine

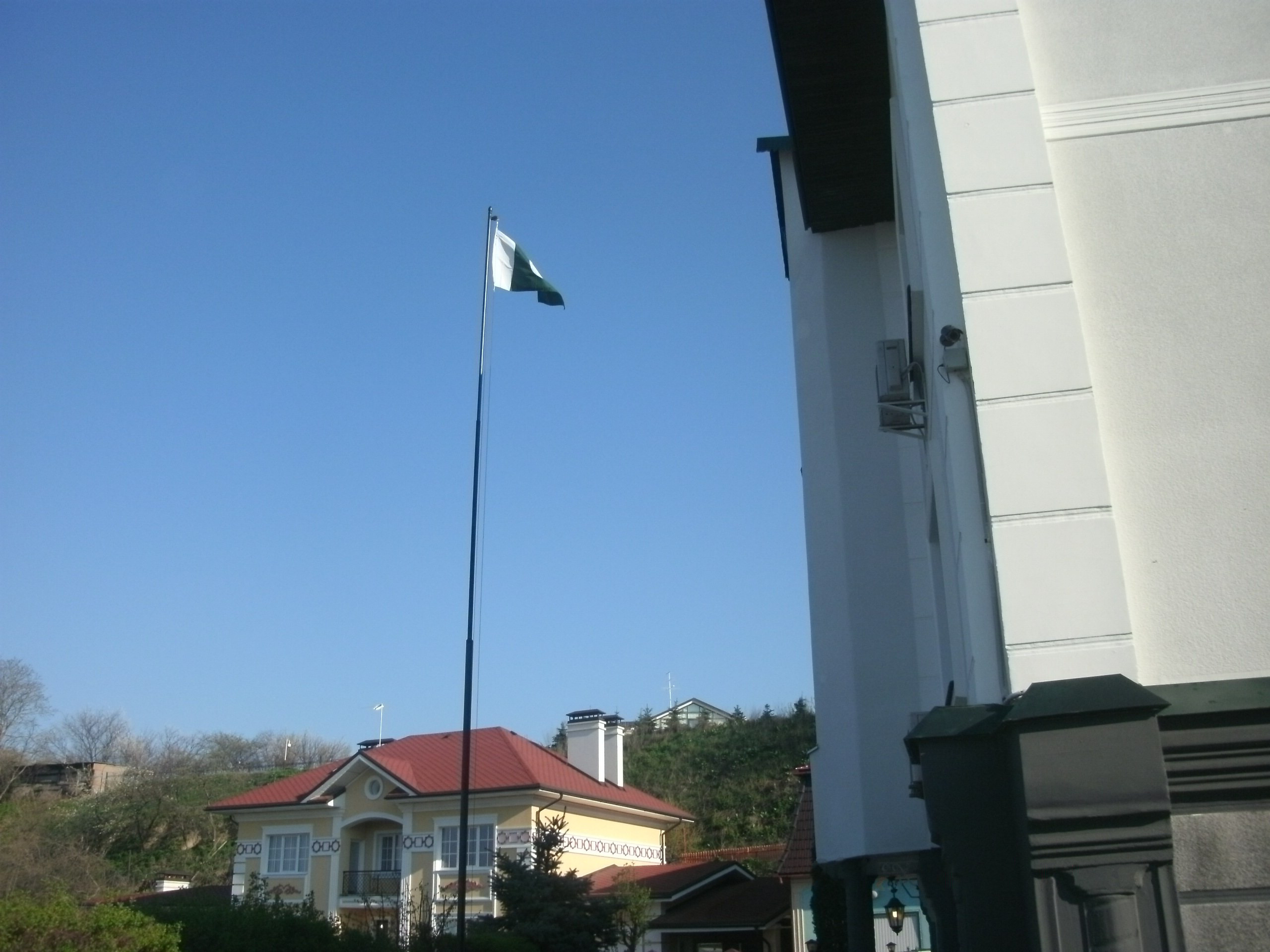
Die pakistanische Botschaft befindet sich in der Ulitsa Panfilovtsev 7 in Kiew.

| Ernannt / Akkreditiert | Name                      | Bemerkungen                                                                                        | ernannt von          | während der Regierung von | Posten verlassen |
| ---------------------- | ------------------------- | -------------------------------------------------------------------------------------------------- | -------------------- | ------------------------- | ---------------- |
| 1997                   | Tariq Farouq Mirza        | Tariq Farooq Mirza 1972: Gesandtschaftssekretär dritter Klasse in Paris anschließend in Montevideo | Wasim Sajjad         | Leonid Krawtschuk         | 2000             |
| 2000                   | Shamoon Alam Khan         | Vice Admiral 1981 Marine Attaché in Peking, 2004 Botschafter in Tunis                              | Mohammed Rafiq Tarar | Leonid Kutschma           | 200x             |
| 7. Mai 2007            | Ghazanfar Ali Khan junior | | Pervez Musharraf     | Wiktor Juschtschenko      | 27. Aug. 2010    |
| 27. Aug. 2010          | Ahmad Nawaz Saleem Mela   | (* 1. Januar 1952 in Sargodha) General a. D.                                                       | Asif Ali Zardari     | Wiktor Janukowytsch       |                  |